# Terraristik
Die Terraristik oder Terrarienkunde ist das Sachgebiet, das sich mit der Planung, der Einrichtung, dem Betrieb eines Terrariums und der Pflege der darin gehaltenen Lebewesen (zum Beispiel Echsen, Schlangen, Frösche und/oder Insekten oder andere Wirbellose) befasst. Menschen, die ein Terrarium versorgen, nennen sich Terrarianer. Zur artgemäßen Pflege der gehaltenen Lebewesen beschäftigen sich Terrarianer mit den unterschiedlichsten Disziplinen: Technik, Geographie, Klima, Tierkunde, Naturkunde und Kommunikation. Die notwendige Sachkunde Terraristik kann an anerkannten Schulungszentren erworben werden.
Da die Kenntnisse über die physiologischen Bedürfnisse der gehaltenen Lebewesen häufig noch sehr lückenhaft sind, müssen die natürlichen Lebensräume (Habitat) möglichst genau im Terrarium imitiert werden. Dazu müssen genaue Kenntnisse über das Habitat der gehaltenen Lebewesen und dessen Einflussfaktoren erlangt werden. Es werden dabei zwei grundlegende Typen von Einflussfaktoren im Habitat unterschieden: Die biotischen Faktoren (belebte Umwelt) und die abiotischen Faktoren (unbelebte Umwelt).
Zum Interessensaustausch nutzen Terrarianer unter anderem Messen und Börsen, wie z. B. die Terraristika Hamm, der weltweit größten Börse für Terrarientiere oder die Exotica Terraristikbörse in Österreich oder die Terra-Ruhr in Deutschland, Gesellschaften, Vereine und Auffangstationen.

## Geschichte der Terraristik
(Quelle:)

### 18. Jahrhundert

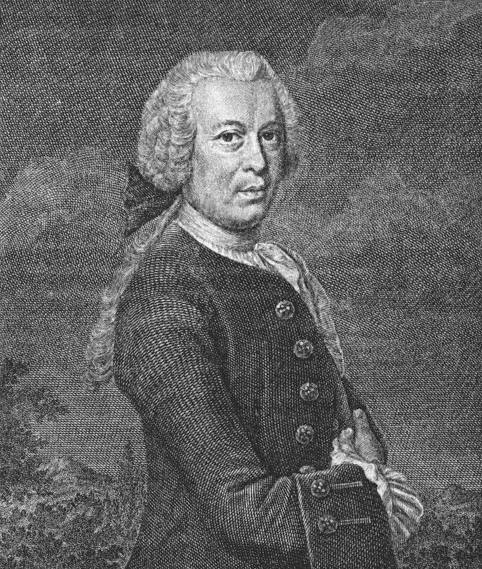
August Johann Rösel von Rosenhof

Rösel von Rosenhof (1705–1759) war einer der Urväter in der gezielten Haltung von Amphibien und Reptilien. Er hielt für eine gewisse Zeit Frösche bei sich, um ihr Verhalten zu studieren und sie für sein Buch „Historia naturalis ranarum nostratium“ (Die Natürliche Historie der Frösche hiesigen Landes) zeichnen zu können. Ein weiterer Ur-Terrarianer war Johann Matthaeus Bechstein (1759–1822). Auch er erwähnt in seinen Schriften das erste Mal die Terraristik. Aufgrund der florierenden Schifffahrt kamen um 1800 dann auch die ersten lebenden Reptilien in den deutschsprachigen Raum.

### 19. Jahrhundert
In dieser Zeit begannen schon die ersten Händler ihr Geschäft aufzuziehen und Reptilien an Interessierte zu verkaufen. Die Popularität der Terraristik entfachte weiter als Emil Adolf Rossmässler einen Aufsatz „Der See im Glase“ in der Familienzeitschrift „Die Gartenlaube“ veröffentlichte. Zu fast derselben Zeit 1869 eröffnete auch das „Berliner Zoo Aquarium“, in welchem Reptilien und Amphibien gezeigt wurden.
1884 veröffentlichte Johann von Fischer, Direktor des Düsseldorfer Tierparks, das erste reine Terraristik-Buch. In dieser Zeit begannen Terrarianer auch sich zu vernetzen. Erste Vereine wurden gegründet, 1890 fand die erste Ausstellung statt und die erste rein vivaristische Zeitschrift „Blätter für Aquarien- und Terrarien-Freunde“ erschien.
Doch die richtige Haltung von Reptilien und Amphibien scheiterte bis 1900 an der fehlenden Technik, um ein optimales Klima zu schaffen. Otto Tofohr entwickelte den sogenannten „Tofohr-Ofen“. Ein mit offener Flamme arbeitendes Heizsystem, welches die Terrarien richtig beheizen kann.

### 20. Jahrhundert
In dieser Zeit erschienen nicht nur weitere Zeitschriften, sondern auch ein neuer Verein gegründet. Am 1. April 1918 entstand, auf den Vorschlag des Molchforschers Willy Wolterstorff (1864 – 1943) hin, der erste Zusammenschluss von Terrarianern und Wissenschaftlern. Genannt wurde diese Vereinigung „Salamander, zwanglose Vereinigung jüngerer Terrarien- und Aquarienfreunde“. Diese Gemeinschaft überstand den Krieg und die Teilung Deutschlands und wurde später in „Deutsche Gesellschaft für Herpetologie und Terrarienkunde“ umbenannt.

### 21. Jahrhundert
In der heutigen Zeit hat sich die Terraristik sehr verbreitet. Durch die leichte Verfügbarkeit der Reptilien und Amphibien, ist das Hobby einer breiteren Masse zugänglich. Da die genauen Ansprüche der Tiere häufig nicht bekannt sind, kann es zu Problemen kommen. Denn die Informationsbeschaffung über die zu haltenden Tiere ist anspruchsvoll und kann gerade Einsteiger überfordern. Viele Informationen lassen sich nur aus Primärquellen herleiten und sind einem Laien daher nur bedingt zugänglich. Die Sekundärliteratur teilt sich in quellenbasierte Fachliteratur, deren Autoren häufig Profis sind (Herpetologen, Biologen usw.) und in von Laien verfasste Literatur. Besonders im Internet und sozialen Medien besteht eine Informationsflut an von Laien verfasster Literatur. Im Zusammenhang mit schwer zu beurteilenden Tieren, die durch ihre Robustheit Haltungsfehler über lange Zeiträume und ohne sichtbare Krankheitsanzeichen überstehen, entsteht Spielraum für Fehlinterpretationen. Diese verbreiten sich besonders über Mundpropaganda. Deshalb gitb es innerhalb der Halter den Wunsch nach verpflichtenden Sachkundenachweisen.
Aktuell lassen sich drei verschiedene Gruppen von Haltungsformen unterscheiden. Die Übergänge können dabei fließend sein:
1. (Naturnahe) Terraristik: Dies ist die Terraristik im klassischen Sinn, bei dem die Halter versuchen das Habitat detailliert zu imitieren. Die Umweltfaktoren werden sehr genau erfasst und möglichst genau, aber sinnvoll nachgeahmt. Selbst die Auswahl der Pflanzen beschränkt sich hierbei auf die Flora des Lebensraums der gehaltenen Tiere. Die Beleuchtung ist dem natürlichen Sonnenlicht nachempfunden
2. (Natürliche) Terraristik: Eine abgeschwächte Form der Naturnahen Terraristik. Zwar werden die Terrarien bepflanzt und das Habitat in seinen grundzügen imitiert, die Auswahl der Pflanzen wird aber häufig auf leichter zu beschaffende und pflegeleichtere Arten erweitert. Ob diese im Habitat der Tiere vorkommen, wird nicht berücksichtigt.
3. (Unnatürliche) Terraristik: Wird im allgemeinen Sprachgebrauch nicht immer als Terraristik bezeichnet. Habitat wird kaum bis nicht imitiert. So wird beispielsweise anstatt eines Bodengrundes ein Einstreu aus Holzschnipseln genutzt. Die Anforderungen der Tiere werden in der Regel nur in Grundzügen oder teilweise erfüllt. Zur Vereinfachung besteht die Terrarientechnik häufig lediglich aus einer LED-Leiste und einem Heatpanel.

Daher wurden in den letzten Jahren Stimmen für ein Haltungsverbot für Reptilien und Amphibien laut.